# مدیریت نوآوری
مدیریت نوآوری یا مدیریت خلاقیت و نوآوری (به انگلیسی: Innovation Management) یک رشتهٔ علمی میان رشته‌ای است و یکی از گرایش‌های تخصصی علم خلاقیت نوآوری‌شناسی (Creanovatology) تحت عنوان خلاقیت نوآوری‌شناسی سازمانی مدیریتی محسوب می‌گردد. موضوع این رشته، مدیریت فرایندها و پدیده‌های خلاقیت و نوآوری در سازمان‌ها می‌باشد. مدیریت خلاقیت نوآوری به دلیل ماهیت موضوعی حوزهٔ دانشی میان رشته‌ای و چند تخصصی بسیار گسترده‌ای را شامل می‌گردد و با دیگر مفاهیم و رویکردهای سازمانی و مدیریتی مانند مدیریت دانش، یادگیری سازمانی، مدیریت سرمایه‌های فکری، مدیریت فناوری، مدیریت تحقیق و توسعه، مدیریت ارزش، مهندسی محصول جدید، مهندسی نوآوری، مهندسی سیستم، مدیریت پروژه، کارآفرینی، مدیریت کیفیت و تعالی سازمانی ارتباط زیادی دارد.

## نوع شناسی مدیریت نوآوری
| نوع‌شناسی IMT                     | روشها و ابزارها                                                                              |
| -------------------------------- | -------------------------------------------------------------------------------------------- |
| ابزار مدیریت دانش                | ممیزی دانش، نقشه دانش، مدیریت اسناد، مدیریت حقوق مالکیت معنوی                                |
| تکنیک‌های اطلاعات بازار           | تماشای فناوری / جستجو، تجزیه و تحلیل ثبت اختراعات، هوش کسب‌وکار، CRM، بازاریابی ژئو           |
| ابزارهای تعاونی و شبکه           | تیم کاری، گروه کاری، مدیریت زنجیره تامین، خوشه بندی صنعتی                                    |
| تکنیک‌های مدیریت منابع انسانی     | دورکاری، اینترانت شرکتی، استخدام آنلاین، آموزش الکترونیکی، مدیریت صلاحیت                     |
| رویکرد مدیریت رابط               | تحقیق و توسعه، مدیریت رابط بازاریابی، مهندسی همزمان                                          |
| تکنیک‌های توسعه خلاقیت            | طوفان مغزی، تفکر جانبی، خلاقیت‌شناسی تریز، S.C.A.M.P.E.R، نقشه برداری ذهن                     |
| تکنیک‌های بهبود فرایند            | محک‌زنی، گردش کار، بازمهندسی فرایند کسب و کار، درست به موقع                                   |
| تکنیک‌های مدیریت نوآوری پروژه     | مدیریت پروژه، ارزیابی پروژه، مدیریت سبد پروژه                                                |
| ابزار مدیریت طراحی و توسعه محصول | طراحی مبتنی بر کامپیوتر، نمونه سازی سریع، رویکرد کاربردپذیری، تخصیص عملکرد کیفیت، تحلیل ارزش |
| ابزار ایجاد کسب و کار            | شبیه سازی کسب و کار، طرح کسب و کار، اسپین آف از تحقیقات به بازار                             |